# NGC 5122
NGC 5122 (другие обозначения — MCG −2-34-43, 2SZ 43, PRC B-16, PGC 46848) — линзовидная галактика в созвездии Дева.
Кинематика галактики и ее гало хорошо изучена. Галактика NGC 5122 окружена полярным кольцом или диском из газа и звезд. В каждом кольце находится Несколько миллиардов M☉ HI, простирающихся по крайней мере на 25 кпк от бедного газом центра галактики. У NGC 5122 есть по крайней мере два богатых газом компаньона. Оба полярных кольца видны почти с ребра с осевым отношением по крайней мере 10:1. Несмотря на чрезвычайное количество газа, ни одно из колец не показывает узлов зарождения молодых звезд. Данные наблюдения HI показывают, что кольца представляют собой не радиально тонкие кольца, а широкие диски с центральными отверстиями. Кольцо вокруг NGC 5122 лежит почти точно вдоль малой оси центрального звездного скопления.
Этот объект входит в число перечисленных в оригинальной редакции «Нового общего каталога».